# PT Walkley
PT Walkley es un músico estadounidense originario de Nueva York que compagina sus labores con las de compositor cinematográfico así como de diversas campañas de publicidad.

## Carrera
Inició su carrera como compositor de Bandas Sonoras. Entre sus trabajos se encuentra la música de Looking For Kitty (2004) de Ed Burns, The Groomsmen (2006), Purple Violets (2007) y Southern Belles (2005), de Paul S. Myers protagonizada por Anna Faris y Judah Friedlander.
En 2006 decide probar suerte en solitario y publica Shadows of the City bajo el seudónimo de The Blue Jackets con influencias de Wilco, Pete Yorn o Golden Smog.
Más tarde empieza a publicar como PT Walkley. Primero en 2007 con PT Walkley and the Adventures of Track Rabbit donde la presencia de guitarras eléctricas es bastante importante, similar a la de The Charlatans, y en 2009 con Mr. Macy Walks Alone donde recluta un gran elenco de músicos de gran talento, el guitarrista Larry Campbell que trabajó con Bob Dylan y Levon Helm; el trompetista Steven Bernstein que trabajó con Sex Mob y Rufus Wainwright, el arreglista David Campbell que estuvo a las órdenes de Beck o Johnny Cash, la productora Trina Shoemaker que hizo las mezclas y que trabajó con Sheryl Crow y Queens of the Stone Age y finalmente Sean Lennon que toca la guitarra y el piano en algunos temas del disco.
Recientemente ha teloneado a Coldplay en el Madison Square Garden durante la última gira del grupo británico.

## Discografía

### The Blue Jackets
- 2006. Shadows of the City

### PT Walkley
- 2007 PT Walkley and the Adventures of Track Rabbit
- 2009 Mr. Macy Walks Alone
- 2010 Whats What [EP]
- 2011 The Ghost of Chivalry [EP]
- 2012 Thriller[1]
- 2014 Shoulders[2]

### Bandas Sonoras
- Looking for Kitty (2004)
- Southern Belles (2005)
- The Groomsmen (2006)
- Purple Violets (2007)
- Nice Guy Johnny (2010)
- The Fitzgerald Family Christmas (2012)